# Antillas Neerlandesas en los Juegos Olímpicos
Las Antillas Neerlandesas en los Juegos Olímpicos estuvieron representadas por el Comité Olímpico de las Antillas Neerlandesas, miembro del Comité Olímpico Internacional entre los años 1950 y 2011. Después de la disolución de las Antillas Neerlandesas en 2010, los deportistas compitieron como parte de los Atletas Olímpicos Independientes en 2012.
Participó en trece ediciones de los Juegos Olímpicos de Verano, su primera presencia en estos Juegos tuvo lugar en Helsinki 1952. El deportista Jan Boersma logró la única medalla olímpica de las Antillas Neerlandesas en las ediciones de verano, al obtener en Seúl 1988 la medalla de plata en vela en la clase Windsurf.
En los Juegos Olímpicos de Invierno participó en 2 ediciones, siendo Calgary 1988 su primera aparición en estos Juegos. Las Antillas Neerlandesas no consiguió ninguna medalla en las ediciones de invierno.

## Medallero

### Por edición
| Evento           | Oro | Plata | Bronce | Total |
| ---------------- | --- | ----- | ------ | ----- |
| Helsinki 1952    | 0   | 0     | 0      | 0     |
| Melbourne 1956   | –   | –     | –      | –     |
| Roma 1960        | 0   | 0     | 0      | 0     |
| Tokio 1964       | 0   | 0     | 0      | 0     |
| México 1968      | 0   | 0     | 0      | 0     |
| Múnich 1972      | 0   | 0     | 0      | 0     |
| Montreal 1976    | 0   | 0     | 0      | 0     |
| Moscú 1980       | –   | –     | –      | –     |
| Los Ángeles 1984 | 0   | 0     | 0      | 0     |
| Seúl 1988        | 0   | 1     | 0      | 1     |
| Barcelona 1992   | 0   | 0     | 0      | 0     |
| Atlanta 1996     | 0   | 0     | 0      | 0     |
| Sídney 2000      | 0   | 0     | 0      | 0     |
| Atenas 2004      | 0   | 0     | 0      | 0     |
| Pekín 2008       | 0   | 0     | 0      | 0     |
| TOTAL            | 0   | 1     | 0      | 1     |

| Evento           | Oro | Plata | Bronce | Total |
| ---------------- | --- | ----- | ------ | ----- |
| Calgary 1988     | 0   | 0     | 0      | 0     |
| Albertville 1992 | 0   | 0     | 0      | 0     |
| 1994 – 2010      | –   | –     | –      | –     |
| TOTAL            | 0   | 0     | 0      | 0     |

### Por deporte
Deportes de verano
| Evento | Oro | Plata | Bronce | Total |
| ------ | --- | ----- | ------ | ----- |
| Vela   | 0   | 1     | 0      | 1     |
| TOTAL  | 0   | 1     | 0      | 1     |